# Parafia św. Stanisława w Lubiczu Dolnym
Parafia św. Stanisława w Lubiczu Dolnym – parafia rzymskokatolicka w diecezji toruńskiej, w dekanacie Toruń III, z siedzibą w Lubiczu Dolnym.

## Historia
- Parafia powstała w 1929.

## Kościół parafialny
- Kościół parafialny wybudowany w latach 1929 – 1933.

## Grupy parafialne
- Akcja Katolicka, Czciciele Miłosierdzia Bożego, Żywy Różaniec, Parafialny Zespół Caritas, Zespoły Charytatywne, Ministranci, Lektorzy, Koło Misyjne, Krucjata Eucharystyczna, Schola Liturgiczna

## Miejscowości należące do parafii
- Jedwabno
- Lubicz Dolny – ulice: Akacjowa, Brzozowa, Ciemna, Dworcowa, Grębocka, Jesionowa, Kasztanowa, Klonowa, Kolejowa, Leśna, Liliowa, Młyńska, Mostowa, Różana, Sosnowa, Szkolna, Topolowa, Toruńska, Tulipanowa, Antoniewo, Konwaliowa, Lampusz, Lipowa, Małgorzatowo, Wilczy Młyn
- Toruń - ulice: Przelot, Ostra, Odległa